# Dieter Scholz (judoka)
Dieter Scholz – wschodnioniemiecki judoka.
Uczestnik mistrzostw świata w 1971. Srebrny medalista mistrzostw Europy w 1969; brązowy w 1970 i w drużynie w 1966. Trzeci na ME juniorów w 1967. Mistrz NRD w 1967, 1969, 1970, 1971 i 1973 roku.